# شیان کویین
شیان کویین (به ویتنامی: Xuân Quỳnh); ۶ اکتبر ۱۹۴۲ – ۲۹ اوت ۱۹۸۸) یک شاعر، و نویسنده معاصر زن صاحب نام اهل ویتنام بود. او در ۲۹ اوت ۱۹۸۸ همراه با همسرش لوو کوانگ و پسر ۱۲ ساله آنها لوو کوشن تاوو در یک تصادف رانندگی در شهر هوی دونگ جان باخت.
در ۶ اکتبر ۲۰۱۹ توسط گوگل دودل مورد تقدیر قرار گرفت.